# Sex, Money & Music
Sex, Money & Music – ósmy studyjny album amerykańskiej grupy hip-hopowej Above the Law. Został wydany w 2009 roku, 10 lat po ostatniej płycie. Kompozycja była nagrywana od 2001 do 2002 roku, jednak z powodu nieporozumienia między grupą a wytwórnią Death Row Records, album nie został dokończony. Płyta była dostępna tylko w formie Digital download.

## Lista utworów
Opracowano na podstawie źródła.
1. Intro - 1:41
2. West To The World - 3:14
3. Strippers - 3:49
4. Playas, Gangstas & Ballers (feat. Heather Hunter & Alan Mcneil) - 3:34
5. Still Smoking - 3:31
6. Extasy - 3:26
7. Ghetto Platinum (feat. Hazmad) - 3:56
8. Life (feat. Kokane) - 4:59
9. Ball And Never Fall - 4:32
10. Push - 4:43
11. Sex, Money & Music - 4:05
12. Kaos Radio - 1:08
13. Precious (feat. Mannish Flats) - 4:40
14. Gutta (feat. Kokane) - 4:13
15. Flippin' Birds - 2:25
16. Cold Piece Of Work - 1:30
17. Freak In Me (feat. Heather Hunter & AL) - 4:05